# 虾子花
虾子花（学名：Woodfordia fruticosa），为千屈菜科虾子花属下的一个植物种。